# 談談情跳跳舞
《談談情跳跳舞》（日语：Shall we ダンス?，英文為Shall We Dance?，取自《國王與我》其中一首歌曲的名字）是一部1996年首映的日本電影，由周防正行執導，役所廣司及草刈民代主演。

## 內容
故事從英國英格蘭蘭開夏郡黑潭的黑潭塔開始，並圍繞威廉·莎士比亞的詩發生······
電影主角是一名典型的日本上班族，有妻有兒，但每天只是混混沌沌的過日子。某一天下班回家途中，看見一個很年輕漂亮的女舞蹈教師在教交際舞，他一衝動下跑去報名參加，最初只是想接近舞蹈教師，但卻透過學舞漸漸拾回人生樂趣……

## 演員

### 主要角色
| 演員姓名   | 角色名稱   | 介紹                                         |
| 役所廣司   | 杉山正平   | 故事男主角，營業課課長、岸川舞蹈教室的新學員 |
| 草刈民代   | 岸川舞     | 岸川舞蹈教室的導師                           |
| 竹中直人   | 青木富夫   | 杉山正平的同事、岸川舞蹈教室的資深學員       |
| 渡辺えり子 | 高橋豊子   | 岸川舞蹈教室的資深學員                       |
| 原日出子   | 杉山昌子   | 杉山正平的妻子                               |
| 仲村綾乃   | 杉山千景   | 杉山正平的女兒                               |
| 柄本明     | 三輪徹     | 偵探                                         |
| 徳井優     | 服部藤吉   | 岸川舞蹈教室的新學員、身材矮小               |
| 田口浩正   | 田中正浩   | 岸川舞蹈教室的新學員、身材肥胖               |
| 草村礼子   | 田村たま子 | 岸川舞蹈教室的導師、「玉子老師」             |

### 其他角色
| 演員姓名     | 角色名稱     | 介紹                 |
| 石井トミコ   | 原口春子     | 與杉山正平共舞的婦人 |
| 上田耕一     | 熊田寅吉     | 岸川舞蹈教室的學員   |
| 鷹西美佳     | －           | 舞廳的導師           |
| 井田国彦     | 金子貞二     | 與杉山正平共事的後輩 |
| 森山周一郎   | 岸川良       | 岸川舞的父親         |
| 香川京子     | 岸川恵子     | 岸川舞的母親         |
| 本田博太郎   | －           | 歡送會的司儀         |
| 大杉漣       | 杉浦         | 舞廳的經理           |
| 清水美砂     | 歌姫ナツコ   |                      |
| 本木雅弘     | 木本弘雅     |                      |
| 田中英和     | 岡田時彦     |                      |
| よしきくりん | －           | 杉山正平公司的事務員 |
| 篠田薫       | 斎藤慎二     |                      |
| 宮坂ひろし   | 倉高健       |                      |
| 田中陽子     | 岸川陽子     |                      |
| 東城亜美枝   | 本田久子     |                      |
| 中村綾乃     | 杉山千景     |                      |
| 川村真樹     | 三好栄子     |                      |
| 松阪隆子     | 服部房子     |                      |
| 原英美子     | 服部秋子     |                      |
| 西野まり     | 高橋和歌子   |                      |
| 河内ゆり     | 北条まりか   |                      |
| 畠山明子     | 小松亜矢     | 探偵事務所職員       |
| 野間洋子     | 間宮文子     |                      |
| 木原みずえ   | 鈴木奈美     |                      |
| 代田勝久     | 坂本忠       |                      |
| 三澤理恵     | 小川鈴音     |                      |
| 馬渕英里何   | 川内尚子     |                      |
| 橋本一成     | マンボの鉄   |                      |
| 片岡五郎     | ブルースの丈 |                      |
| 石山雄大     | ジルバの浜   |                      |

## 衍生
此片於2004年被好萊塢重拍，重拍版由彼得·卓森執導，李察·基爾、珍妮弗·洛佩兹及蘇珊·莎蘭登等主演。

## 外部連結
- 互联网电影数据库（IMDb）上《談談情跳跳舞》的资料（英文）
- Shall We Dansu （页面存档备份，存于）在爛番茄中